# Giorgio Tirabassi
Giorgio Tirabassi (Roma, 1º febbraio 1960) è un attore e regista italiano.

## Biografia
Approdato nella compagnia di Gigi Proietti nel 1982, dove ha recitato per 9 anni, Giorgio Tirabassi è stato diretto al cinema da numerosi registi di rilievo quali Francesca Archibugi (Verso sera), Carlo Mazzacurati (Un'altra vita), Marco Risi (Il branco), Ettore Scola (La cena), Renato De Maria (Paz!).
Nel 1996 partecipa al film La classe non è acqua al fianco di Pier Maria Cecchini. 
Nel 1998 è un credibilissimo Maresciallo dei Carabinieri in Ultimo.
Nel 2000, a 40 anni, arriva il vero successo, entrando nel cast della popolare fiction Distretto di polizia dove interpreta Roberto Ardenzi, prima come ispettore capo (stagione 1-2), poi vicecommissario (stagione 3-5) ed infine come commissario del X Tuscolano (stagione 6).
Nel 2001 ha firmato come regista il cortometraggio Non dire gatto, ricevendo numerosi riconoscimenti nazionali e internazionali quali il David di Donatello e il premio al Festival di Montpellier.
Il 1º novembre 2019 ha accusato un malore, probabilmente un infarto, durante la presentazione presso la sala congressi del comune di Civitella Alfedena (AQ) del suo ultimo film, Il grande salto. Soccorso dai sanitari del 118 di Castel di Sangro è stato trasportato nell'ospedale di Avezzano. Il regista, operato d'urgenza con un intervento di angioplastica coronarica, è rimasto in osservazione presso l'Unità di Terapia Intensiva Cardiologica ed Emodinamica per alcuni giorni, fino alle dimissioni del 7 novembre, per poi ristabilirsi completamente.
Anche suo figlio Filippo, nato nel 1990, è un attore che ha recitato con lui in Distretto di Polizia, La linea verticale e ne Il grande salto.

### Carriera televisiva
Nella fiction Distretto di Polizia, Giorgio Tirabassi interpreta dalla prima stagione al primo episodio della settima stagione il ruolo dell'ispettore capo Roberto Ardenzi, che nella terza serie diverrà vicecommissario del distretto e nella sesta commissario. La serie, la più lunga di sempre in Italia grazie alle 11 stagioni andate in onda, lo consacra al grande pubblico.
Nel novembre 2004 interpreta il ruolo di Paolo Borsellino nell'omonimo film per la TV in due puntate in onda su Canale 5. Nel 2007 recita anche in Boris, in cui interpreta Glauco, un direttore della fotografia amico di Renè.
Ha partecipato alla realizzazione del video della canzone Io che amo solo te di Fiorella Mannoia nel gennaio 2008. Sempre nel 2008 interpreta il ruolo del professore Antonio Cicerino nella serie I liceali, ruolo che ricoprirà anche nella seconda stagione della serie andata in onda nel 2009.
Nel 2012 recita la parte di Paolo Perrone nella fiction televisiva Benvenuti a tavola - Nord vs Sud, trasmessa su Canale 5.
Nel 2022 è uno dei protagonisti nel cortometraggio Essere oro di Valentina Cenni.

## Filmografia

### Attore

#### Cinema
- Magic Moments, regia di Luciano Odorisio (1984)
- Snack Bar Budapest, regia di Tinto Brass (1988)
- Minaccia d'amore, regia di Ruggero Deodato (1988)
- Verso sera, regia di Francesca Archibugi (1990)
- Un'altra vita, regia di Carlo Mazzacurati (1992)
- India 21, regia di Andrea Prandstraller, episodio del film De Generazione (1994)
- Il branco, regia di Marco Risi (1994)
- Al centro dell'area di rigore, regia di Bruno Garbuglia (1996)
- Santo Stefano, regia di Angelo Pasquini (1997)
- Corti stellari, registi vari (1997)
- Il carniere, regia di Maurizio Zaccaro (1997)
- Il primo estratto, regia di Giampaolo Tescari (1997)
- La classe non è acqua, regia di Cecilia Calvi (1997)
- L'odore della notte, regia di Claudio Caligari (1998)
- L'ultimo capodanno, regia di Marco Risi (1998)
- La cena, regia di Ettore Scola (1998)
- Bell'amico, regia di Luca D'Ascanio (2002)
- Paz!, regia di Renato De Maria (2002)
- Ladri ma non troppo, regia Antonello Grimaldi (2003)
- Non prendere impegni stasera, regia di Gianluca Maria Tavarelli (2006)
- La pecora nera, regia di Ascanio Celestini (2010)
- Miseria e Nobiltà - Sul mestiere dell'attore, regia di Roberto Nobile (2010)
- Figli delle stelle, regia di Lucio Pellegrini (2010)
- Boris - Il film, regia di Giacomo Ciarrapico, Mattia Torre e Luca Vendruscolo (2011)
- Romanzo di una strage, regia di Marco Tullio Giordana (2012)
- Arance & martello, regia di Diego Bianchi (2014)
- Il camionista, regia di Luciano Guadino (2015)
- Se c'è un aldilà sono fottuto - Vita e cinema di Claudio Caligari, regia di Simone Isola e Fausto Trombetta (2018)
- Il grande salto, regia di Giorgio Tirabassi (2019)
- Nonostante la nebbia, regia di Goran Paskaljević (2019)
- Freaks Out, regia di Gabriele Mainetti (2021)
- Boys, regia di Davide Ferrario (2021)
- Il pataffio, regia di Francesco Lagi (2022)
- Essere Oro, regia di Valentina Cenni (2022)
- Deer Girl, regia di Francesco Jost (2023)
- Il primo giorno della mia vita, regia di Paolo Genovese (2023)
- Finché notte non ci separi, regia di Riccardo Antonaroli (2024)
- Berlinguer - La grande ambizione, regia di Andrea Segre (2024)

#### Televisione
- Sogni e bisogni, regia di Sergio Citti (1985)
- Valentina, regia di Giandomenico Curi (1989)
- La TV delle ragazze (1989)
- Villa Arzilla, regia di Gigi Proietti (1990)
- Club 92 (Rai 2, 1990-1991)
- Un commissario a Roma, regia di Alberto Negrin (1992-1993)
- Correre dentro, regia di Antonio Tibaldi (1996)
- Donna, regia di Gianfranco Giagni (1996)
- Il caso Bozano, regia di Felice Farina (1996)
- Di cielo in cielo, regia di Roberto Giannarelli (1997)
- Il quarto re, regia di Stefano Reali (1997)
- Ultimo, regia di Stefano Reali (1998)
- Ultimo - La sfida, regia di Michele Soavi (1999)
- Distretto di Polizia, registi vari - serie TV, ruolo: Roberto Ardenzi in 153 episodi (2000-2007)
- Ultimo - L'infiltrato, regia di Michele Soavi (2004)
- Paolo Borsellino, regia di Gianluca Maria Tavarelli (2004) - miniserie TV
- Buttafuori - serie TV, 1 episodio (2006)
- Boris - serie TV, 4 episodi (2007-2011)
- I liceali, regia di Lucio Pellegrini (2008-2009)
- Un cane per due, regia di Giulio Base (2010)
- Benvenuti a tavola - Nord vs Sud, regia di Francesco Miccichè e Lucio Pellegrini (2012-2013)
- Squadra mobile, registi vari (2014-2017)
- In arte Nino, regia di Luca Manfredi (2017)
- La linea verticale, regia di Mattia Torre (2018)
- Liberi sognatori, regia di Graziano Diana (2018)
- L'Aquila - Grandi speranze, regia di Marco Risi (2019)
- Liberi tutti, regia di Giacomo Ciarrapico e Luca Vendruscolo (2019)

### Regista
- Il grande salto, regia di Giorgio Tirabassi (2019)

## Teatro
- Simona... l'occhio, di Georges Bataille
- Prepara il bidone per il mattino, Joe
- Come mi piace, di Lerici e Proietti
- Caro Petrolini, di Ugo Gregoretti
- Per amore e per diletto, di Ettore Petrolini
- Rozzi, intronati, straccioni, ingannati, di Pino Quartullo
- L'isola della felicità, di P. Castellacci e G. Tirabassi
- Forza venite gente, di M. Castellacci
- Autori in cerca di attori, di Ennio Coltorti
- Insegnami tutto Celine, di M. Pacome
- Operazione, di Stefano Reali
- Panama
- Cinque, di Duccio Camerini
- Coatto unico , di G. Tirabassi
- Infernetto, di G. Tirabassi
- Coatto unico senza intervallo, di G. Tirabassi
- Salvatore e Nicola, di Ascanio Celestini
- Gaetanaccio, di Luigi Magni
- Le verdi colline dell'Africa, scritto, diretto e interpretato da Sabina Guzzanti (2024)

## Riconoscimenti
- David di Donatello
  - 2002 – Miglior cortometraggio per Non dire gatto

- Ciak d'oro
  - 2011 – Migliore attore non protagonista per La pecora nera[5]